# Лидо (Матера)
Лидо (итал. Lido) је насеље у Италији у округу Матера, региону Базиликата.
Према процени из 2011. у насељу је живело 1227 становника. Насеље се налази на надморској висини од 4 м.